# Contamine-sur-Arve
 Contamine-sur-Arve  (en francoprovenzal Contamena) es una población y comuna francesa, en la región de Ródano-Alpes, departamento de Alta Saboya, en el distrito y cantón de Bonneville.

## Geografía
La comuna está situada en el valle bajo del Arve, al oeste de Bonneville, en dirección a Annemasse.

## Demografía
| 648 | 727 | 837 | 882 | 1125 | 1343 |
| Para los censos de 1962 a 1999 la población legal corresponde a la población sin duplicidades (Fuente: INSEE [Consultar]) |     |     |     |      |      |

## Lista de alcaldes
- marzo de 2008 - actualidad: Serge Savoini